# Jód-heptafluorid
A jód-heptafluorid vagy jód(VII)-fluorid interhalogén vegyület, képlete IF7. Molekulaalkata ötszögletű bipiramis (a D5h pontcsoportba tartozik), ahogy azt a vegyértékelektronpár-taszítási elmélet is jósolja. 4,5 °C alatt színtelen kristályokat képez, forráspontja 4,77 °C. Gőze fanyar szagú.

## Előállítása
Előállításához folyékony IF5-ön F2-t áramoltatnak keresztül 90 °C-on, majd a gőzöket 270 °C-ra hevítik. Egy másik eljárás szerint fluor és száraz palládium- vagy kálium-jodid reakciójával is előállítható. A reagensek vízmentessége azért fontos, hogy minimálisra csökkentse a termék hidrolízise révén keletkező IOF5 szennyezés mennyiségét.

## Veszélyek
Az IF7 erősen irritálja a bőrt és a nyálkahártyát. Erős oxidálószer, szerves anyagokkal érintkezve azokat lángra lobbanthatja.

## Fordítás
Ez a szócikk részben vagy egészben  az   Iodine heptafluoride című angol Wikipédia-szócikk ezen változatának fordításán alapul.  Az eredeti cikk szerkesztőit annak laptörténete sorolja fel. Ez a jelzés csupán a megfogalmazás eredetét és a szerzői jogokat jelzi, nem szolgál a cikkben szereplő információk forrásmegjelöléseként.